# ÉF Bastia
Nezaměňovat s jinými kluby z Bastie a okolí – SC Bastia a CA Bastia.
ÉF Bastia (celým názvem Étoile Filante Bastiaise) je francouzský fotbalový klub z města Biguglia poblíž Bastie na ostrově Korsika hrající amatérskou ligu Championnat de France amateur 2. Klub byl založen v roce 1920 (letopočet založení je i v klubovém logu) a jeho domácím hřištěm je stadion Stade François Monti s kapacitou 1 000 míst.